# SL X10
De X10 is een tweedelig elektrisch treinstel voor het regionaal personenvervoer van de Zweedse spoorwegmaatschappij Storstockholms Lokaltrafik (SL).

## Geschiedenis
Het treinstel werd in de tachtiger jaren door Kalmar Verkstad op basis van de serie X1 verder ontwikkeld en gebouwd. In de lopende serie werden een aantal treinen omgebouwd en onder meer voorzien van comfortabeler stoelen. De oorspronkelijke aanduiding van deze serie was X10R die later veranderd werd in de serie X11.

## Constructie en techniek
De trein bestaat uit een motorrijtuig en een stuurstandrijtuig. De passagiers zitten in rijen van 3 + 2 in alleen 2e klas. De trein heeft 6 deuren aan beide kanten. De treinen waren geschikt om in treinschakeling te rijden met treinen van het oudere type X1.

### Nummers
De serie X10 bestaat tegenwoordig uit de treinen 3114 - 3133, 3148 - 3166, 3178 - 3181, 3190 - 3203. Tussen 1993 en 1999 omgebouwd als X 10R en vernoemd tot X11 zijn de 3105 - 3113, 3134 - 3147, 3167 - 3175, 3182 - 3189, 3204 - 3213.

## Treindiensten
De treinen werden door de Storstockholms Lokaltrafik op de volgende trajecten ingezet:
- Märsta - Stockholm C - Södertälje C
- Bålsta/Kungsängen - Stockholm C - Västerhaninge/Nynäshamn
- Södertälje C - Gnesta